# Ryssharun
Ryssharun är en ö i Finland. Den ligger i Finska viken och i kommunen Ingå i den ekonomiska regionen  Raseborg i landskapet Nyland, i den södra delen av landet. Ön ligger omkring 59 kilometer sydväst om Helsingfors.
Öns area är 3 hektar och dess största längd är 220 meter i nord-sydlig riktning. Ön höjer sig omkring 10 meter över havsytan.